# Áreas protegidas de Liberia

Liberia

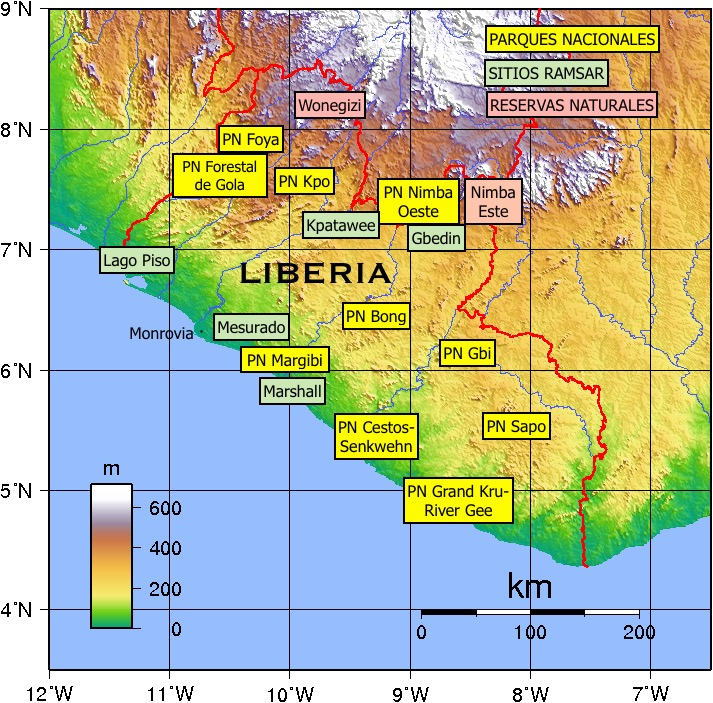
Áreas protegidas de Liberia

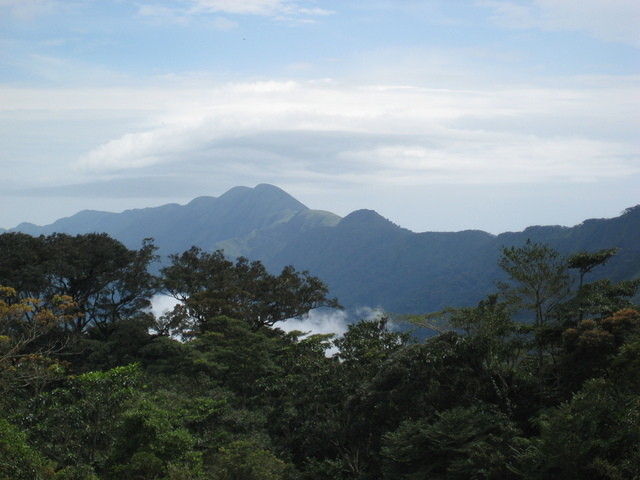
Montes NImba

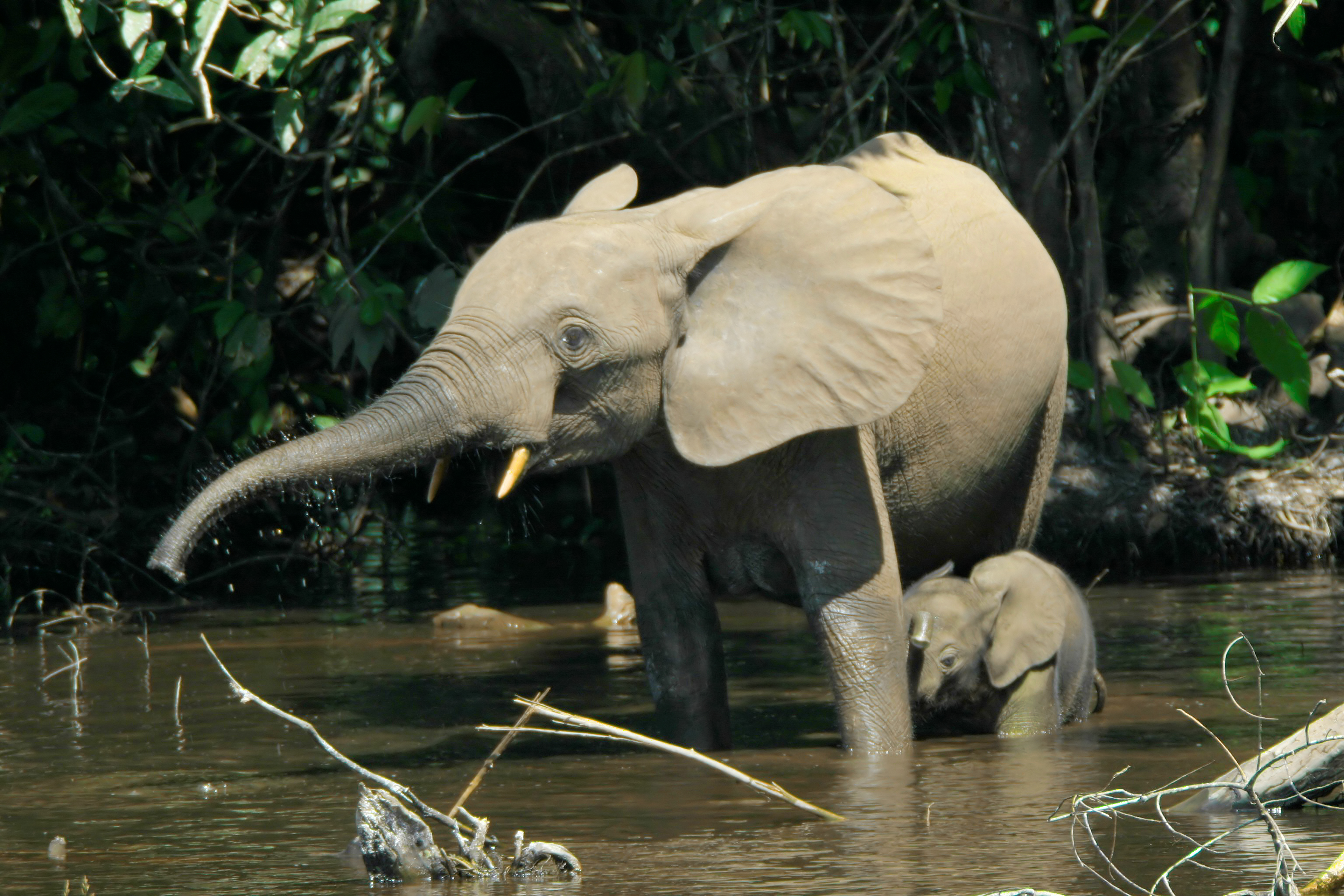
Elefantes en el Parque nacional Sapo

En Liberia hay 19 áreas protegidas que cubren 3.916 km², el 45 de la superficie del país, y 256 km² de superficie marina, el 0,1% de los 247.768 km² que corresponden a Liberia. Hay 2 reservas naturales, 10 parques nacionales, 1 parque forestal nacional y 1 reserva de uso múltiple sostenible. Además, hay 5 sitios Ramsar.
Liberia posee la mayor parte del ecosistema de selva guineana occidental de tierras altas, del que solo queda el 42%. Por países, Costa de Marfil posee el 28% del bosque restante; Ghana, el 16%; Guinea, el 8%; Sierra Leone, el 5%, y Togo, el 1%. En Liberia queda el 45% del bosque original total, y cubre el 30% del territorio. Actualmente, está fragmentado por la humanización del paisaje.

## Parques nacionales

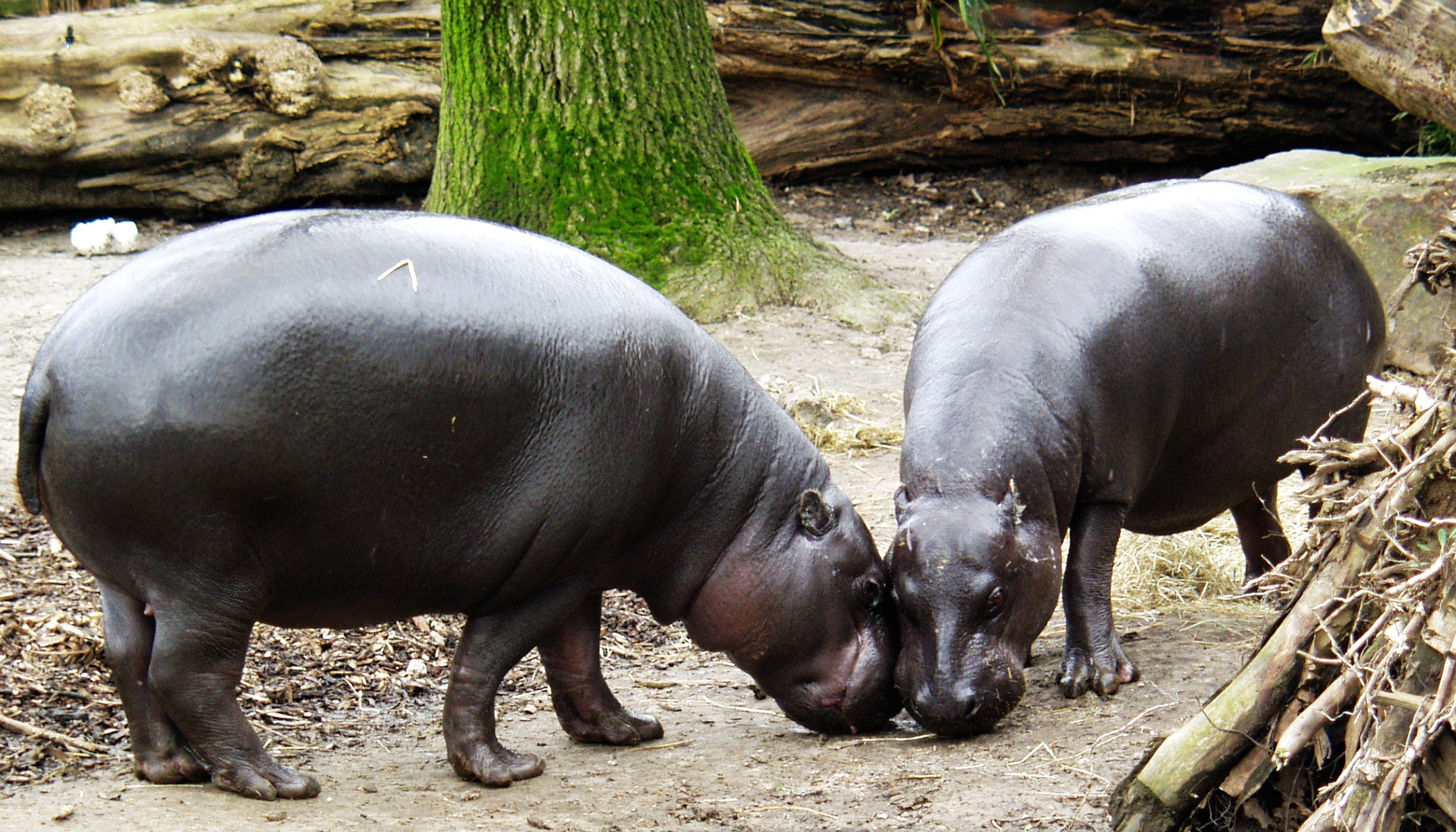
Hipopótamos enanos, un habitante habitual del bosque guineano de Liberia, en el zoo de Duisburg..

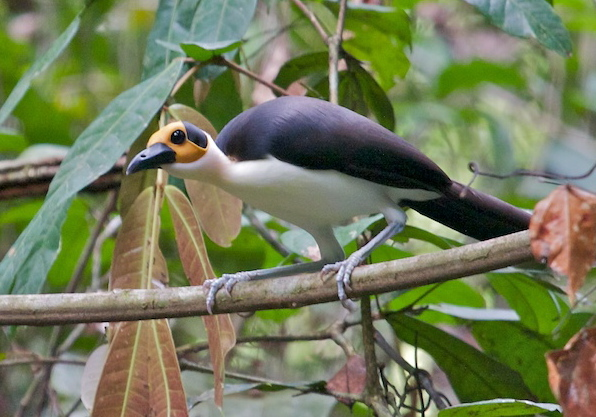
Picatartes cuelliblanco

- Parque nacional Sapo, 1804 km². En el sudeste de Liberia, forma parte del ecosistema selva guineana occidental de tierras bajas. Está bordeado por el norte por las montañas Putu y por el oeste por el río Sinoe. El paisaje es bastante homogéneo, llano y pantanoso, desde los 100 m de altitud en el sudeste hasta las suaves elevaciones del norte, que separan amplios valles y alcanzan los 400 m, con una amplia extensión de bosque deshabitado. La máxima elevación es de 640 m en el monte Putu. Las precipitaciones en Basintown, a 4 km al sur del parque, son de 2600 mm anuales. Tiene una estación seca entre noviembre y abril, cuando el cauce rocoso de los ríos queda al descubierto. En época de lluvias, el agua sube hasta 4 m e inunda los bosques vecinos. En 1983, el 63% del bosque era primario o secundario maduro, el 13% pantanos, el 13% de inundación y el 11% secundario joven. Algunos árboles alcanzan los 70 m, y el canope se inicia entre los 12  y los 32 m, con una media de 25 m. Entre los árboles destacan las especies Tetraberlinia tubmaniana, Gilbertiodendron splendidum y Brachystegia. hay 125 tipos de mamíferos, como el hipopótamo enano o el elefante de bosque, y 59 de aves.

- Parque nacional del Bosque de Gola, 980 km². Se solapa con el bosque de Lofa-Mano, de 2300 km², reclamado como parque nacional desde 1979 con el nombre de Parque nacional de Lofa-Mano, fronterizo con el Parque nacional del bosque lluvioso de Gola, de Sierra Leona. Forma parte del ecosistema selva guineana occidental de tierras altas, que conectaría estos dos parques con el Parque nacional de Foya. En la zona apenas hay 2000 habitantes, con unos 400 hogares.[3] Hay pocos estudios de este bosque, que alberga animales amenazados como el elefante africano de bosque, el hipopótamo pigmeo, el duiker de Jentink, el duiker cebra, la mangosta liberiana, el cercopiteco diana, el mangabey gris, el colobo rojo occidental y el chimpancé occidental. Entre las aves, el picatartes cuelliblanco y la pintada pechiblanca.[4]

- Parque nacional Cestos-Senkwehn, 832 km². En el sudeste de Liberia, entre las localidades de Buchanan y Greenville, en la costa y hasta unos 70 km hacia el interior, con bancos de arena y grava, y algunos árboles de manglar. El nombre viene del cabo Cestos (Cestos Point), junto al que desemboca el río Cestos, donde se encuentra el amenazado hipopótamo pigmeo. En los bosques de ribera, viven los también amenazados duiker de Jentink y duiker cebra.[5] En la costa se halla la población de River Cess, que antes se llamaba Cestos, por el nombre que le daban los comerciantes portugueses que comerciaban con cestos. Más tarde, la región proporcionó comida y minerales al Frente Patriótico de Liberación de Liberia.

- Parque nacional Nimba Occidental, 105 km². Se encuentra al oeste de la Reserva natural estricta del monte Nimba, que se extiende por Guinea, Liberia y Costa de Marfil, y que culmina en el monte Nimba, de 1752 m.[6] En Liberia se encuentra también la Reserva natural de Nimba Este u Oriental, donde se encuentra la vieja mina de hierro del lago Azul (Blue lake) y la ciudad de Yekepa, sede en el país de la multinacional Arcelor-Mittal.[7] En Liberia, los montes Nimba se extienden 40 km de sudoeste a nordeste el nordeste del país. La zona del parque está considerada área de biodiversidad clave (KBA, Key Biodiversity Area).[8]
- Parque nacional de Foya, 1646 km². Forma parte de un área protegida mucho más grande que se extiende entre Liberia y Sierra Leona, junto al Parque nacional del bosque lluvioso de Gola. Se trata de un bosque primario de tierras bajas que alberga unas 60 especies amenazadas, entre ella el duiker cebra, colobos rojos, elefantes de bosque y chimpancés.[9][10] Foya es un proyecto lanzado en diciembre de 2021 que se extendía por los condados de Gbarpolu y Lofa.[11]
- Parque nacional de las montañas Kpo, 837 km²
- Parque nacional de las montañas Bong, 248 km²
- Parque nacional Gbi, 884 km². El Bosque nacional Gbi, de 607 km2, se creó en 1960. El paisaje es bastante empinado, con zonas inaccesibles. Una buena parte de los árboles es del género Heritiera y algo menos de Entandrophragma, así como Gilbertiodendron y Calpocalyx, con parches de Tetraberlinia y Didelotia.[12]
- Parque nacional Grand Kru-Río Gee, 1351 km²
- Parque nacional del manglar Margibi, 238 km²

## Bosques nacionales
En el noroeste de Liberia: Gola (2070 km2), Yoma 148 km2), Kpelle 1748 km2), Lorma 435 km2, Lorma Norte 1000 km2), monte Wutivi Park (288 km2), Belle (propuesto 665 km2) y Vai (abanonado 483 km2).
En el norte de Liberia: Nimba Oeste (130 km2) y Nimba Este (290 km2)
En el sudeste de Liberia: Grebo (2510 km2), Gio (330 km2), Gio Norte (44 km2), Gbi 610 km2), Krahn Bassa 5140 km2), Sapo (1530 km2), Tienpo Park (130 km2).

## Reservas naturales
- Reserva natural Nimba Oriental, 135 km². En la frontera con Guinea y Costa de Marfil, cubre gran parte del monte Nimba en Liberia. Además de una notable biodiversidad, posee importantes reservas de hierro, de donde se extrajo en la segunda mitad del siglo XX, con la contaminación consiguiente. El daño es grave en la zona del lago Azul y las terrazas de las excavaciones. Aun así, la fauna es importante, con chimpancés occidentales, duiker de Jentink, leopardo, musaraña nutria enana, picatartes, papamoscas liberiano y rana de Nimba.[14][15]

- Reserva natural de Wonegizi, 1374 km²

- Parque nacional forestal de Grebo, 135 km²
- Reserva de uso múltiple sostenible del lago Piso, 339 km²

## Sitios Ramsar

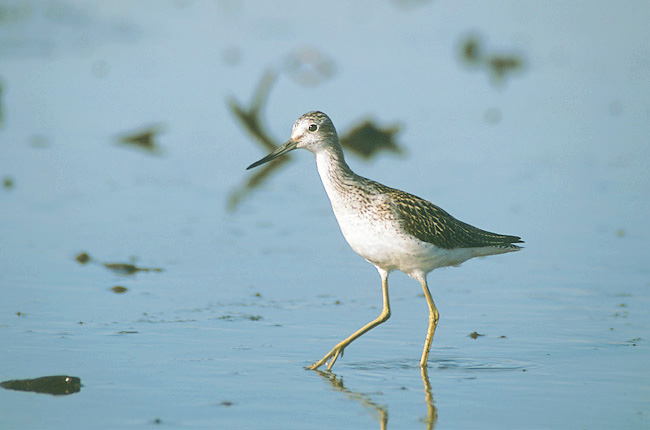
Archibebe claro

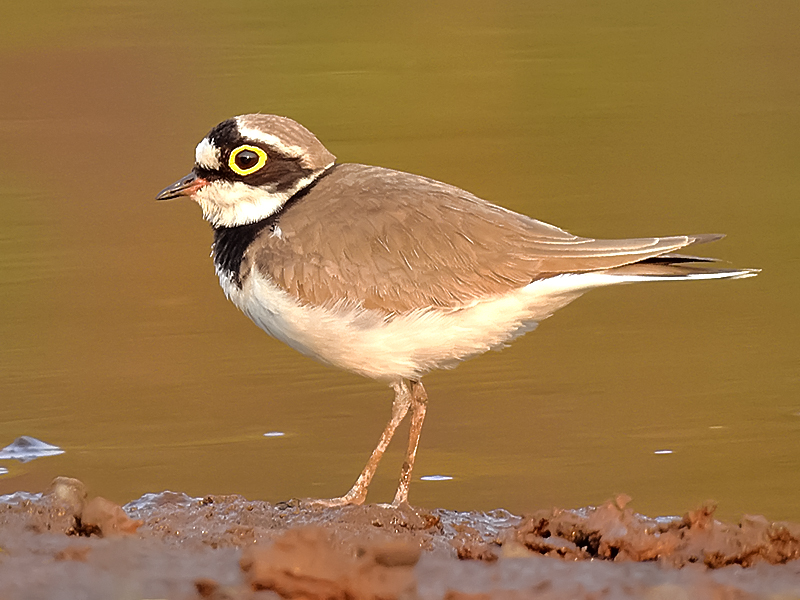
Chorlitejo chico

Liberia posee 5 sitios considerados de importancia para la aves que ocupan una superficie de 958,8 km². En el país hay ocho humedales reconocidos: el lago Piso (costero-lacustre), Marshall (interior de río), Mesurado (costero), el lago Shepherd (costero), la bahía Bafu (costera), Cestos-Senkwehn (interior de río), Gbedin (pantano interior) y Kpatawe (pantano interior).
- Humedales de Mesurado, 67,6 km², 06°18′N 10°45′W. En el condado de Montserrado, al este de Monrovia, es importante para la protección de tres especies de manglares (Rhizophora harrisonii, Rhizophora mangle y Avicennia africana, amenazados por la tala y el carboneo. Es un hábitat favorable para las aves, como la espátula africana, la canastera sombría y el zarapito real. El cocodrilo del Nilo y el cocodrilo hociquifino africano ayudan a estabilizar los sedimentos de las orillas. El lugar se usa para recolectar madera y se pescan marciso y peces con destino a Monrovia. Una refinería cercana y unas fábricas de pinturas (Britone Paints, Trust Paints)[18][19] amenazan el ecosistema.[20]

- Humedales de Kpatawee, 835 ha, 07°07′N 09°37′W. En el bosque húmedo del interior, centrada en las cascadas Kpatawee, en el río Saint John, uno de los seis ríos principales de Liberia. Mientras el río erosiona las zonas altas, acumula la arena y la grava en zonas bajas, dejando parches descubiertos que sirven a los escolopácidos y otras aves migratorias paleárticas de lugar de invernada, como el chorlitejo chico y el archibebe claro. También hay pangolín arborícola y antílope almizclero enano de agua. La zona se usa para la producción de vino de palma, caza, pesca, cestería y otros usos domésticos. Un proyecto con China, el Kpatawee Rice Project, intentó introducir el cultivo de arroz en la región entre 1979 y 1989, pero el proyecto no fue rentable.[21][22]

- Humedales Marshall, 122 km², 06°07′N 10°22′W. Comprende tres ríos pequeños de orillas rocosas y arenosas, y tierra adentro se encuentra un bosque secundario y sabana arbolada. El humedal es un tipo de manglar maduro con árboles de 30 m de altura. Se encuentran colobo rojo, y aves como el morito común, el cernícalo primilla y la canastera común. Los tres ríos desembocan juntos y son navegables. El hábitat está amenazado por la tala y el uso de dinamita para pescar, así como la extracción de caucho (Firestone) y especies invasoras, como la albahaquilla de Cuba, una maleza de la familia del girasol que hospeda una especie nociva como el saltamontes abigarrado. Hay algunos chimpancés aislados en islotes que se usan para investigar vacunas contra la hepatitis, ya que los chimpancés no saben nadar y no pueden escapar.[23][24]

- Humedales de Gbedin, 25 ha, 07°16′N 08°48′W. En el norte de LIberia, en una amplia zona pantanosa que incluye un humedal hecho por el hombre, con canales, diques, embalses y drenajes. Los campos de arroz dan alimentos a muchas aves migratorias y residentes como el antílope almizclero enano de agua, la aguja colipinta y el chorlitejo de Forbes, y endémicos como la musaraña nutria enana. Un proyecto, el Gbedin Swamp Rice Project, intentó introducir el cultivo de arroz en la zona en 1967, con la colaboración de China; la idea era cultivar unas 1200 ha de terreno, pero en 1975 solo se cultivaban 75 ha y en 1976 solo había 75 granjeros involucrados.[25]

- Lago Piso, 760 km², 06°45′N 11°13′W. Lago costero abierto en el condado de Grand Cape Mount, cerca de Robertsport, al oeste de Monrovia. En la salida al mar se halla Robertsport, rodeado por colinas arboladas con uno de los bosques más escasos de la región. Está alimentado por una serie de arroyos y ríos, y drena una serie de pantanos aguas arriba del lago, algunos de los cuales son mareales y poseen manglares. También hay manglares detrás de la línea de dunas en el lado oeste de la boca del lago, y, en el lado del mar, hay pequeños lagos en las dunas arboladas que lo separan del mar. Hay unas 38 comunidades con siete mil personas que dependen del lago para el transporte, la pesca, la construcción y las granjas. Es una zona de cría importante para las tortugas y un gran número de aves marinas. También se encuentran antílopes, duikers, monos, el antílope Tragelaphus sylvaticus y unos pocos cocodrilos.[26]